# سارا لي إليس
سارا لي إليس (بالإنجليزية: Sara Lee Ellis)‏ هي محامية وقاضية أمريكية، ولدت في 8 ديسمبر 1969 في لندن في كندا.